# Ce qui se passa sur le pont de Owl Creek
Pour les articles homonymes, voir An Occurrence at Owl Creek Bridge.

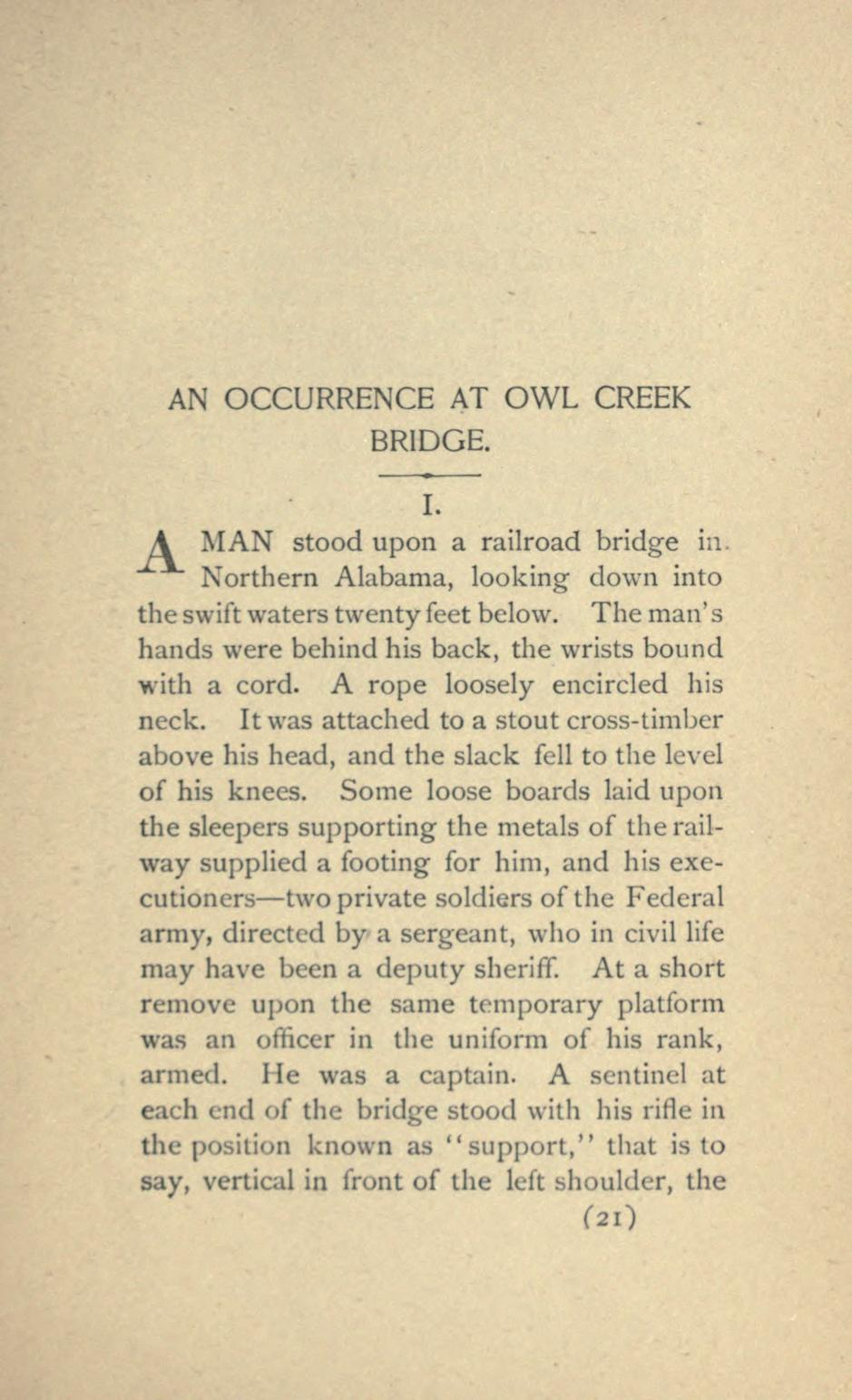

Ce qui se passa sur le pont de Owl Creek (titre original : An Occurrence at Owl Creek Bridge) est une nouvelle de l'écrivain américain Ambrose Bierce, publiée en 1890. Elle se déroule durant la guerre civile américaine.
Elle a été traduite pour la première fois sous le titre d'Un incident au pont d’Owl-Creek par Victor Llona en 1921.
Elle a été adaptée au cinéma par le Français Robert Enrico, sous le titre La Rivière du hibou. Produit par Marcel Ichac et Paul de Roubaix, ce film a reçu la Palme d'or du court métrage en 1962 et l'Oscar du meilleur court métrage en prises de vues réelles en 1964.

## Synopsis
Un homme contemple corde au cou la rivière qui coule sous le pont où il va être pendu ; le courant de sa conscience voyage. À moins qu'il ne réussisse à plonger, à se libérer de ses liens et à gagner la forêt ?